# Sanctuary (Iron Maiden)
Sanctuary is de tweede single van Iron Maiden.
De single werd uitgebracht op 16 mei 1980. In de Verenigde Staten verscheen het nummer op het debuutalbum Iron Maiden van de band maar op de Europese en Britse uitgaven verscheen het nummer pas op het album bij de heruitgave in 1998.

## Tracklist
1. "Sanctuary" (Paul Di'Anno, Steve Harris, Dave Murray) - 3:14
2. "Prowler" (Steve Harris) - 3:52 (alleen op de Nederlandse 12 inch versie)
3. "Drifter" (live - Marquee Club, Londen, 3 april 1980) (Steve Harris) - 6:03
4. "I've Got the Fire" (live - Marquee Club, Londen 3 april 1980)  (cover van het nummer I Got the Fire van Montrose ) - 3:14

## Bezetting
- Paul Di'Anno - zang
- Dave Murray - gitaar
- Dennis Stratton - gitaar
- Steve Harris - basgitaar
- Clive Burr - drums